# Haus
Haus o Haus im Ennstal è un comune austriaco di 2 398 abitanti nel distretto di Liezen (subdistretto di Gröbming), in Stiria; ha lo status di comune mercato (Marktgemeinde).